# КЯ-1М

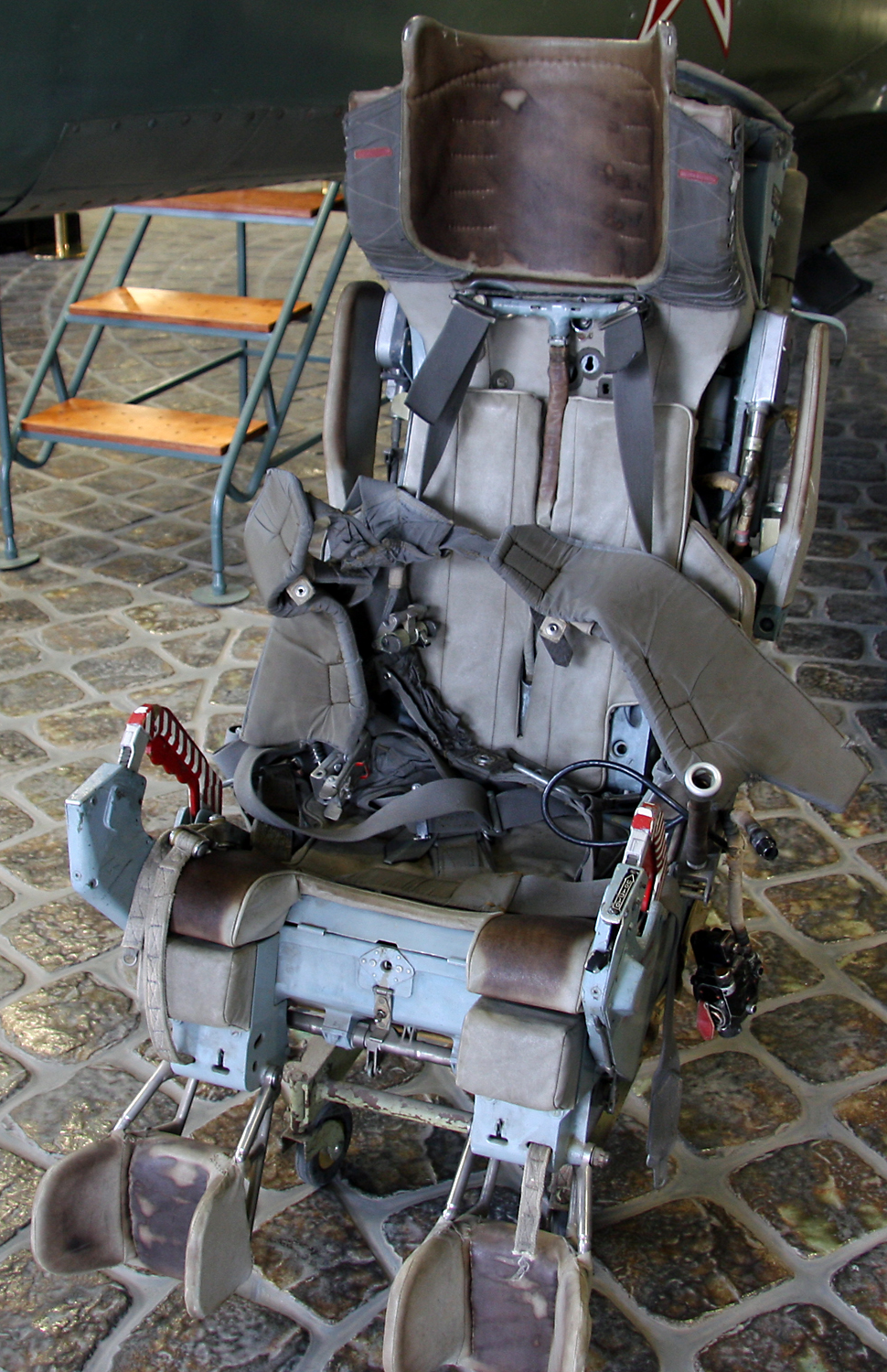
КЯ-1М в Музее техники Вадима Задорожного

КЯ-1М — катапультируемое кресло разработки ОКБ Яковлева. Устанавливалось на самолёты вертикального взлёта и посадки Як-38 (4 опытных образца + 15 серийных машин) и Як-38У (1 опытный образец). На Як-38, начиная с машины с/н 0803, оно было заменено на унифицированное кресло К-36ВМ разработки НПП «Звезда». На серийных Як-38У вместо КЯ-1М устанавливалось К-36ВМУ.

## Конструкция
Катапультируемое кресло КЯ-1М управляется системой автоматического катапультирования СК-ЭМ. Кресло активируется вручную при горизонтальном полёте и автоматически при вертикальном полёте, на режимах висения и переходном режиме, по командам САК. Кресло выстреливается комбинированным стреляющим механизмом КСМ-Я1М.
На вертикальных и переходных режимах полёта при открытых створках отсека ПД и положении поворотных насадков ПМД более 55° катапультирование производится лётчиком вручную через остекление фонаря. На самолётных режимах полёта при катапультировании вручную производится сброс фонаря. Автоматическая система катапультирования СК-ЭМ автоматически выбрасывает лётчика на вертикальных и переходных режимах, при достижении самолётом углов крена и тангажа:
20±2° крена вправо или влево, с угловой скоростью, большей или равной 36±4°/сек
10° на пикирование с угловой скоростью, большей или равной 24°/сек и 23° с угловой скоростью меньшей или равной 24°/сек
25° на кабрирование с угловой скоростью, большей или равной 28°/сек и 38° с угловой скоростью меньшей или равной 28°/сек
СК-ЭМ ниже высоты 4-5 метров должен быть выключен лётчиком. В процессе перехода на самолётный режим СК-ЭМ автоматически отключается.

## Применение
Кресло КЯ-1М устанавливалось на следующие самолёты:
- Опытные образцы Як-36М — изделия ВМ-1, ВМ-2, ВМ-3 и ВМ-4
- Опытный образец Як-36МУ — изделие ВМУ-1
- Первые серийные Як-38 — самолёты с с/н 0101 (первая машина первой партии) по с/н 0703 (седьмая машина третьей партии)

## Случаи катапультирования
- 7 июня 1977 года на Як-38 с/н 0203, пилотируемом капитаном Новичковым, произошёл отказ системы реактивного управления. Лётчик благополучно катапультировался и не пострадал.